# ویتلاندا
ویتلاندا ۲ (به سوئدی: Vetlanda) یک منطقهٔ مسکونی در سوئد است که در Vetlanda Municipality واقع شده‌است. ویتلاندا ۲ ۱۰٫۱۷ کیلومتر مربع مساحت و ۱۳٬۰۵۰ نفر جمعیت دارد.